# Нимфия Винд
Лео Цао (кит. 曹米駬; род. 23 июля 1995 года, Лос-Анджелес, Калифорния, США), наиболее известный под сценическим псевдонимом Нимфия Винд (англ. Nymphia Wind; кит. 妮妃雅‧瘋), — тайваньско-американский дрэг-артист и кутюрье. Участник и победитель шестнадцатого сезона «Королевских гонок Ру Пола» (2024), ставший тем самым первым победителем восточно-азиатского происхождения и вторым азиатского происхождения, после Раджи (англ.).

## Ранняя жизнь
Лео родился в Лос-Анджелесе и рос в Гонконге до шестилетнего возраста, когда семья Лео переехала на Тайвань. В детстве Лео подвергался травле из-за гендерного самовыражения, что заставило его мать перевести его в Holistic Education School. В старших классах школы его интерес к моде был вызван выступлениями женских групп K-pop. Затем он увлекся дрэгом, практикуясь в нарядах и творчески подходя к макияжу во время учебы в университете. В 2017 году он получил степень бакалавра искусств по специальности «Ателье моды» в Университете творческих искусств в Рочестере, Англия.

## Карьера
С 2018 года Нимфия Винд начала выступать в Тайбэе. Ее имя «Нимфия» происходит от японского имени персонажа покемонов Сильвеона, а ее фамилия «Винд» означает, что ей нравится быть свободной и невидимой, кроме того, «Винд» в переводе с северокитайского означает «сумасшествие». Она является матерью «Дома ветра» (瘋家, в переводе с китайского - «сумасшествие»). Фирменный цвет Нимфии – желтый, как дань моде и ее азиатской идентичности, и в ее выступлениях часто присутствуют элементы банановой и тайваньской культуры. Она называет себя «Банановый Будда», а своих поклонников – «Банановыми верующими». Кроме того, она работает швеей.

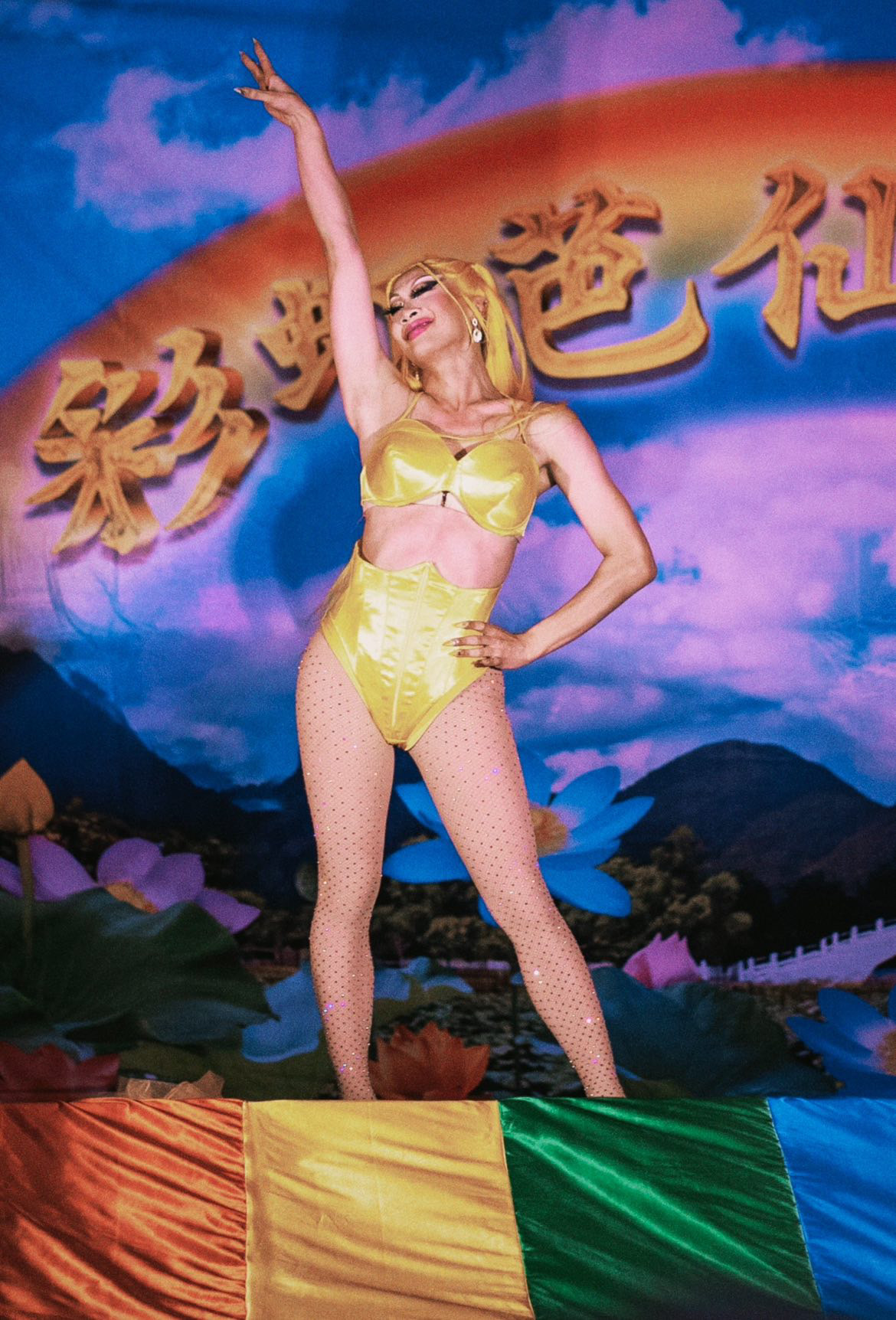
Выступление Нимфии Винд, 2023 год

В 2019 году Нимфия Винд выиграла «NYX FACE AWARD 2019 TAIWAN». В начале 2021 года она выиграла «Make a Diva Season 2» на Тайване. В конце 2021 года был завершен документальный фильм «Лео и Нимфия», который был номинирован на 57-ю премию «Золотой колокол» за лучшую операторскую работу и показан на кинофестивале «Серебряная волна» в 2022 году, кинофестивале Томаса Эдисона в 2023 году и кинофестивале «Квир-Восток» в 2023 году. Нимфия спродюсировала свое первое шоу «Bye-Bye Nymphia~ Прощальное дрэг-шоу», в котором в качестве сцены использовался тайваньский цветочный электроавтомобиль, в июне 2022 года в Тайбэе. Она стремится сочетать свою тайваньскую культурную значимость и эстетику в своих дрэг-выступлениях.
В июле 2022 года Нимфия Винд переехала в Бруклин, чтобы бросить вызов своему дрэгу. В начале 2023 года она выиграла конкурс «Mother Season 2» в Нью-Йорке. В 2024 году она выиграла шестнадцатый сезон «Королевских гонок Ру Пола», став первой представительницей восточноазиатского происхождения, выигравшей часть американской серии, и второй королевой азиатского происхождения, одержавшей победу после Раджи Джемини. Ее победа также заслужила похвалу президента Тайваня Цай Инвэнь и была приглашена выступить в Президентском дворце Тайваня. В мае 2024 года Нимфия была включена в категорию «Искусство» журнала Forbes 30 Under 30 Азия 2024. Нимфия и «Дом ветра» собираются представлять Тайвань на Летних Олимпийских играх 2024 года в Париже. В мае 2024 года Нимфия Винд заявила, что выступление будет называться «Формозские безумства», актёрский состав будет состоять полностью из тайваньских артистов. В октябре 2024 года она была включена в список 2024 Out100 «100 влиятельных представителей ЛГБТК в этом году». В декабре 2024 года она была удостоена награды Гарвардской студенческой инициативы по внешней политике в качестве первого лауреата премии «Создатель перемен года».

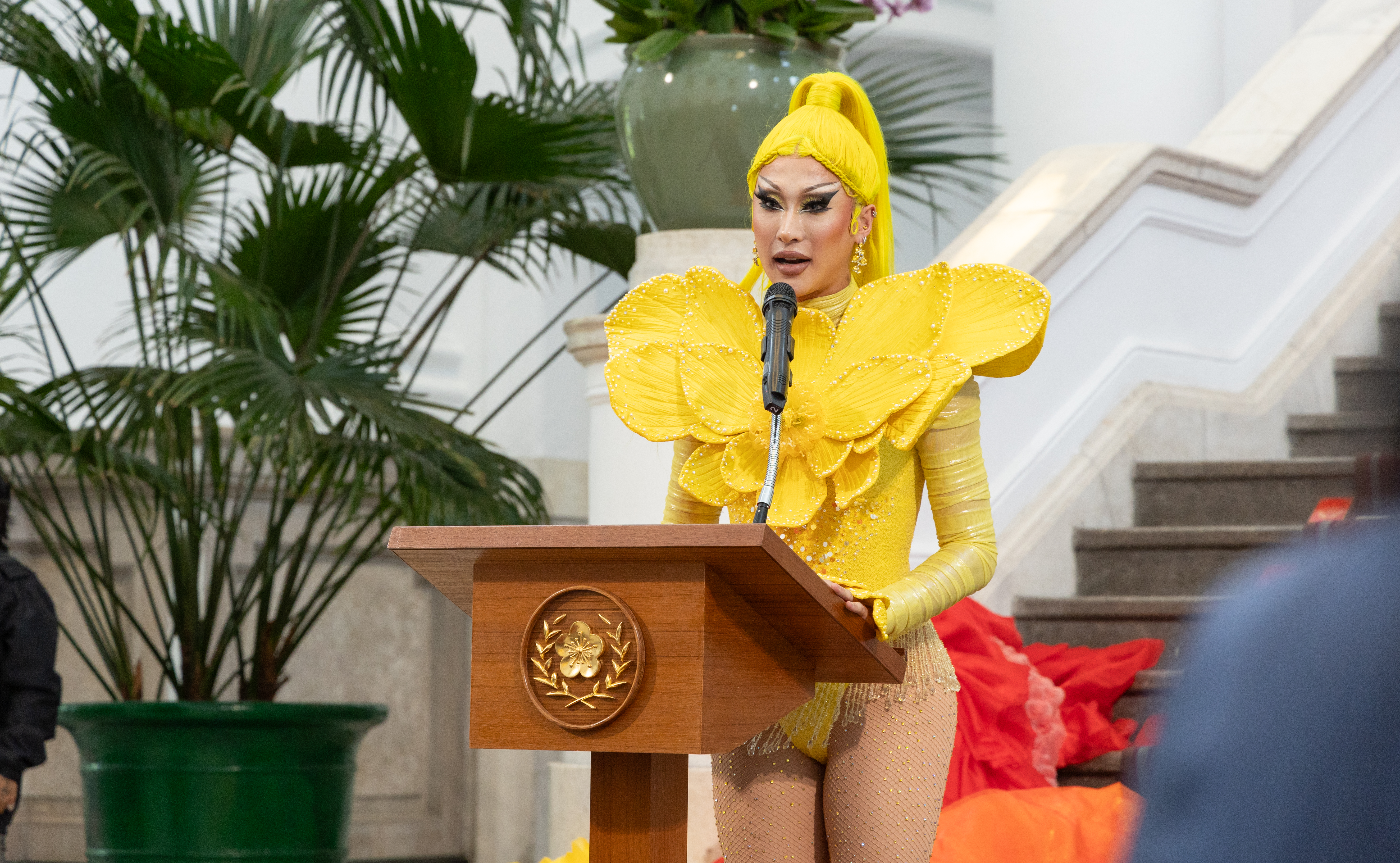
Нимфия Винд в Президентском дворце в 2024 году

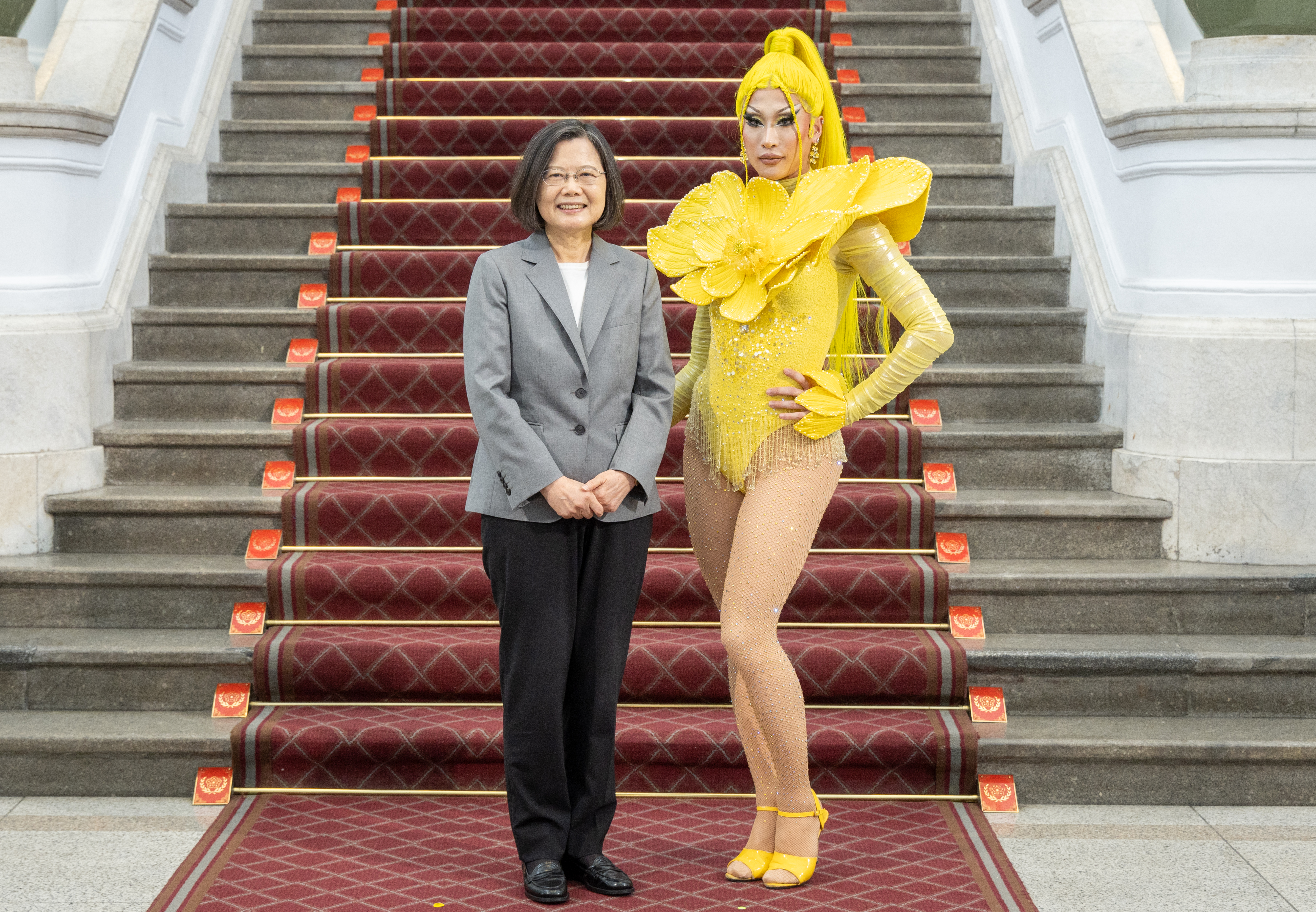
Нимфия Винд с президентом Тайваня, Цай Инвэнь, 15 мая 2024 года

## Личная жизнь
Нимфия Винд выросла на Тайване. Она живет в заботливой семье со своей матерью, которая часто смотрит ее шоу и помогает ей заниматься дрэгом. Ее двоюродным дедушкой был Цао Юнг Хо, историк, специализировавшийся на истории Тайваня.

## Фильмография

### Фильмы
| Год  | Название      | Примечание     | Источник |
| ---- | ------------- | -------------- | -------- |
| 2021 | Leo & Nymphia | документальный | [ 28 ]   |

### Телевидение
| Год  | Название                              | Примечание                | Источник |
| ---- | ------------------------------------- | ------------------------- | -------- |
| 2020 | Guess Who: My Bestie Mom              | Гость                     | [ 26 ]   |
| 2024 | Королевские гонки Ру Пола (16 сезон)  | участница, победительница | [ 4 ]    |
| 2024 | Королевские гонки Ру Пола: Невошедшее | участница, победительница | [ 4 ]    |
| 2024 | Da Win Dining                         | Гость                     | [ 29 ]   |

### Веб-сериалы
| Год  | Название                 | Роль     | Примечание                                       | Источник      |
| ---- | ------------------------ | -------- | ------------------------------------------------ | ------------- |
| 2020 | Jiang Play               | Она сама | Гость                                            | [ 30 ]        |
| 2021 | Make a Diva 2            | Она сама | Участница, победительница                        | [ 31 ]        |
| 2021 | Youjena Salon            | Она сама | Гость                                            | [ 32 ]        |
| 2023 | Meet the Queens          | Она сама | Stand-alone special RuPaul's Drag Race Season 16 | [ 33 ]        |
| 2023 | Entertainment Weekly     | Она сама | Гость                                            | [ 34 ]        |
| 2024 | TaiwanPlus News          | Она сама | Гость                                            | [ 35 ]        |
| 2024 | Zoom In Zoom Out         | Она сама | Гость                                            | [ 36 ]        |
| 2024 | Whatcha Packin'          | Она сама | Гость                                            | [ 37 ]        |
| 2024 | MIB gives drag make over | Она сама | Гость                                            | [ 38 ]        |
| 2024 | Newsweek                 | Она сама | Гость                                            | [ 39 ]        |
| 2024 | Good Morning America     | Она сама | Гость                                            | [ 40 ]        |
| 2024 | Denali ON ICE            | Она сама | Гость                                            | [ 41 ]        |
| 2024 | Hey Qween!               | Она сама | Гость                                            | [ 42 ]        |
| 2024 | Bring Back My Girls      | Она сама | Гость                                            | [ 43 ] [ 44 ] |
| 2024 | Tongue Thai'd            | Она сама | Гость                                            | [ 45 ]        |

## Дискография
| Год  | Название                                       | Альбом                      | Прим.  |
| ---- | ---------------------------------------------- | --------------------------- | ------ |
| 2024 | «Power» (с кастом RuPaul's Drag Race 16 сезон) | Не входящие в альбом синглы | [ 46 ] |
| 2024 | «Queen of Wind»                                | Не входящие в альбом синглы | [ 47 ] |

## Награды и номинации
| Награда                                                            | Год  | Категория              | Работа/Номинант | Результат | Ист.   |
| ------------------------------------------------------------------ | ---- | ---------------------- | --------------- | --------- | ------ |
| Инициатива студентов Гарвардского университета по внешней политике | 2024 | Создатель перемен года | Сама Нимфия     | Победа    | [ 25 ] |